# Eugyrioides guttula
Eugyrioides guttula är en sjöpungsart som först beskrevs av Wilhelm Michaelsen 1900.  Eugyrioides guttula ingår i släktet Eugyrioides och familjen kulsjöpungar. Inga underarter finns listade i Catalogue of Life.